# Rafał Szlązak
Rafał Szlązak – polski karateka stylu Kyokushin. Treningi rozpoczął w Katowickim Klubie Kyokushin TKKF Spartakus u sensei Edwarda Urbańczyka. W latach dziewięćdziesiątych powołany do Kadry Narodowej Kyokushin.
Wielokrotny mistrz Polski, Europy.
W Pucharze Świata Oyama Cup '93 zajął II miejsce.

## Wyniki
- Mistrzostwa Polski – Katowice '91 II miejsce
- Mistrzostwa Polski - Włocławek ' 92 II miejsce
- Mistrzostwa Polski - Częstochowa '93 I miejsce
- Mistrzostwa Europy - Varna '93 III miejsce
- Puchar Świata Oyama Cup - Katowice '93 II miejsce
- Mistrzostwa Polski – Kielce '94 I miejsce
- Mistrzostwa Europy Open – Lille '94 II miejsce
- Mistrzostwa Polski - Legnica '95 I miejsce
- Mistrzostwa Polski – Koszalin '97 III miejsce
- Mistrzostwa Europy - Kijów '99 III miejsce
- Puchar Polski – Siedlce '98 I miejsce